# ニラカンサ・ダス
ニラカンサ・ダス（Nilakantha Das） (1884年8月5日 – 1967年11月6日）は政治家、雄弁家、ベンガル保護領である。カルタッタ大学によりM.Philを授与されている。サチャバディ高校の校長なども務めた。1960年にはパドマ・ブーシャン勲章も受賞している。彼はイギリスの支配下で有利な仕事を否定し、また彼のスピーチは若者たちに触られず、他の社会的悪と戦うよう促した  。 1951年、ダスはスワディンジャナサンガと呼ばれる新しい政党のメンバーとして、 オーディシャ立法議会に選出された 。1955年、彼はジャワハルラール・ネルーの要請によりインド国民会議に参加した。 彼はその党のメンバーとして1957年に再選された  。 ダスは1960年にパドマ・ブーシャン勲章を受賞。  彼は1967年11月6日に死去した。